# Parc national de Mudumu
Le parc national de Mudumu est un parc national dans la région de Caprivi au Nord-Est de la Namibie créé en 1990. Il s'étend sur 737 km2 à la frontière avec le Botswana, qui le borde à l'ouest le long de la rivière du Kwando et l'entoure par des aires communes de conservation.
L'aire protégée constitue une importante route de migration pour les grandes espèces telles que l'éléphant africain du Botswana vers l'Angola,. Il n'existe pas de clôture pour délimiter le parc, et Mudumu forme un point crucial transfrontalier permettant de relier la migration des animaux sauvages entre l'Angola, le Botswana, la Namibie et la Zambie. Il est au centre de la plus grande zone de migration et de conservation d'Afrique ; l'aire de conservation transfrontalière du Kavango-Zambèze (KaZa TFCA).

## Histoire
Le parc national de Mudumu a été créé en 1990 en même temps que son voisin le parc national de Nkasa Rupara qui s'appelait alors le parc de Mamilli, et ceci, peu avant l'indépendance de la Namibie vis-à-vis de l'Afrique du Sud.

## Géographie et accès

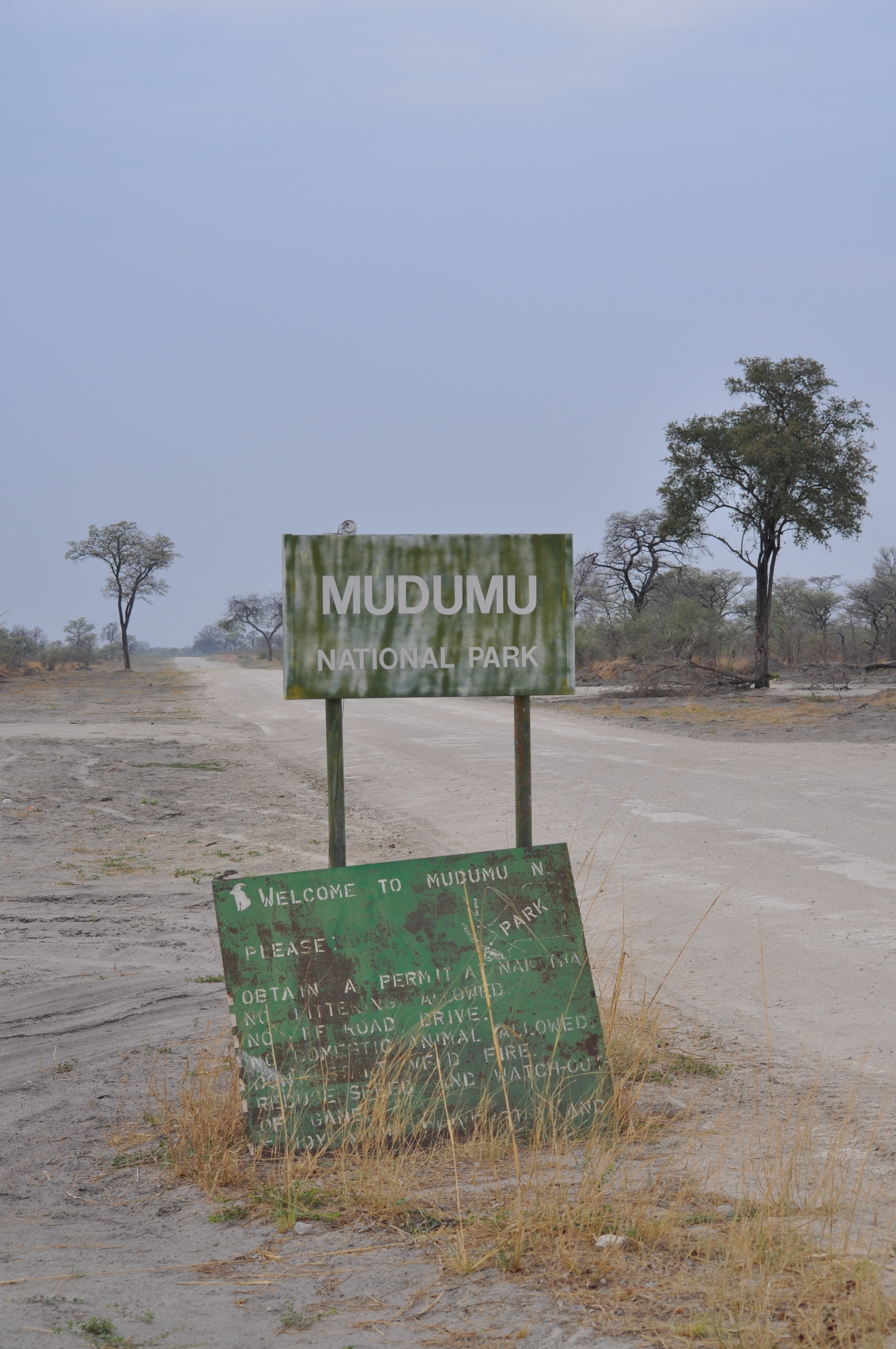
Parc national de Mudumu

Le parc est situé approximativement à 35 km au sud du Congo, bordé par le Botswana à l'ouest, et une variété d'aires communes de conservation. Le parc entier est plat, sans colline ni montagne. Le cours ancien d'une rivière - le Mudumu Mulapo – se trouve en son centre. Il n'y a pas de véritable entrée formelle dans le parc qui est sans clôture. Une piste appelée cutline, sépare le parc des fermes voisines. La route C49 traverse le parc en reliant les villages du Congo et Sangwali.

### Climat
La moyenne annuelle de chutes de pluie se situe entre 550 mm et 700 mm, avec un pic de pluie à la période allant de janvier et février. Pendant les années de lourdes chutes de pluie, les inondations peuvent être intenses, bien que Mudumu soit plus sec que le parc national de Nkasa Rupara voisin.

## Flore et faune

### Flore
Parmi les espèces recensées dans le parc, on trouve : Mopane (Colophospermum mopane), seringa sauvage (Burkea africana), bois de plomb (Combretum imberbe) et arbousiers (arcinia livingstonii) sont des arbres communs.

### Faune
Mudumu a une grande population d'éléphants, mais on peut rencontrer d'autres animaux comme les buffles africains, lions, léopards, hyènes tachetées, léopards, African wild dog, hippopotames, crocodiles, sitatunga, suricates, antilope sable, élans communs, girafes, impalas communs, les zèbres de Burchell, des gnous bleus et loutres au cou tacheté. Il n'y a pas de rhinocéros dans le parc. Antilopes Sable, girafes et élans furent réintroduits dans l'aire.
Poisson-tigres et tilapia sont des espèces communes de poissons. 430 espèces d'oiseaux ont été enregistrées, en y incluant l'Aigle pêcheur Africain, le bec-en-ciseaux africain et l'Aigle-serpent.

## Incendies
Les feux naturels causés par des éclairs et les feux déclenchés par des humains brûlent de larges sections du parc chaque année. Des pare-feux sont allumés durant les mois de la saison humide dans un programme de brulage précoce, préventifs avant la saison sèche des mois d'hiver austral de mai–juillet.

## Tourisme
La marche, l'observation des oiseaux et de grands mammifères sont les principales activités touristiques.
Le gouvernement namibien a divisé le parc en plusieurs aires appelées concessions. Ces zones créées pour des activités variées. Deux lodges de gestion privée sont dans le parc.
Aucun permis n'est requis pour voyager sur la route C49 qui relie les villages du Congo et de Lizauli. Les permis sont requis sur toutes les autres routes et pistes dans le parc. La plupart des routes nécessitent un véhicule à quatre roues motrices. 
Par ailleurs, Mudumu est situé sur une zone à haut risque de malaria.

## Aire de conservation transfrontière du Kavango-Zambeze
L'Angola, le Botswana, la Namibie, la Zambie et le Zimbabwe se sont mis d'accord pour gérer la conservation transfrontière à travers l'aire de conservation du Transfrontière de Kavango–Zambèze couramment appelée KaZa TFCA. Le parc de Mudumu est situé dans le centre de Kaza TFCA, et forme un corridor pour la migration des éléphants, des buffles et des antilopes sable pour les déplacements du Botswana vers l'Angola et le Zambie.
KaZa inclut de nombreux parcs nationaux déclarés comme celui de Mudumu, dotés de grands mammifères, dans la communauté d'aires de conservation, de forêts-réserves et de destinations touristiques iconiques telles que les chutes Victoria et le delta de l'Okavango. KaZa vise à élargir le réseau des aires protégées, à accroitre la biodiversité, étendre la migration des grands mammifères et attirer les touristes dans ces aires.
Dans un endroit où la population locale souvent supporte le coût de l'entretien des animaux sauvages, KaZa vise à faire de la protection de la vie sauvage, des sites économiquement plus attractifs pour les communautés rurales.

## Management du parc
Le parc national de Mudumu est un des cinq parcs nationaux du Nord-Est de la Namibie. Il est géré comme une unité le parc national de Bwabwata, le parc national de Khaudom, le parc national de Mangetti et le parc national de Nkasa Rupara (auparavant parc national de Mamili). 
Les fonds ont été utilisés pour développer le tourisme, le commerce et les plans de gestion, en améliorant l'infrastructure, réintroduire les animaux dans leur habitat naturel et en développant des partenariats entre le Gouvernement et des communautés pour gérer le parc avec d'autres territoires et autres unités de terre.
Le parc national de Mudumu forme une partie du Nord de Mudumu et du sud de Mudumu. les groupes complexes sont formellement protégés, dans les aires de conservation et la gestion de la forêt en simple unité pour manager les ressources à travers le parc et les limites de conservation. Les parties prenantes travaillent ensemble sur les violations de la loi et sur les mesures anti-braconnages, la gestion du feu (brûlages préventifs), surveillance des grands mammifères et déplacement des populations d'animaux. Cette approche est connue comme gestion intégrée des parcs.

## Développement du parc
Le poste des rangers de Ngenda (Ngenda Ranger Station) est le quartier général du parc. Bureau du personnel, entrées et logements furent construits en pleine coopération.